# Barrie Smith
Barrie Smith (ur. 16 grudnia 1944 roku) – brytyjski kierowca wyścigowy.

## Kariera
Smith rozpoczął międzynarodową karierę w wyścigach samochodowych w 1969 roku od startu w wyścigu Trois Jours de Magny-Cours, w którym stanął na drugim stopniu podium. W tym samym roku nie ukończył wyścigu Plessey Trophy. W późniejszych latach Brytyjczyk pojawiał się także w stawce Kanonloppet GP Sverige, 1000 km Buenos Aires oraz 24-godzinnego wyścigu Le Mans.